# Michel Fourquet
Pour les articles homonymes, voir Fourquet.
Michel Fourquet, né le 9 juin 1914 à Bruxelles et mort le 20 novembre 1992 à Neuilly-sur-Seine, est un officier général français. Il a été résistant et fait compagnon de la Libération. Il a été délégué général pour l'armement de 1966 à 1968, et chef d'état-major des armées de 1968 à 1971.

## Biographie
Il entre à l'École polytechnique en 1933 et choisit la carrière militaire dans l'Armée de l'air. En mai-juin 1940, il est lieutenant et commande une escadrille du groupe I/52. En janvier 1941, il décide de démissionner de l'armée. Il quitte alors l'Afrique du Nord pour rentrer en France où il travaille dans l'industrie. Après être entré dans la Résistance sur les indications de son beau-frère Jean Roger, chef de secteur au sein du réseau de renseignement Alliance, il part clandestinement sur le cotre S'ils te mordent depuis les environs de Carantec. Il s'engage en 1943 à Londres dans les Forces aériennes françaises libres, en tant que commandant en second puis commandant du groupe Lorraine sous le pseudonyme « Gorri ». Un mois après la fin de la guerre en Europe, il est fait compagnon de la Libération par décret du 12 juin 1945.
Il poursuit alors sa carrière dans l'armée de l'air. En janvier 1959, il est nommé à l'état-major du nouveau président de la République française, le général de Gaulle.
Il commande en Algérie de 1960 à 1962 et refuse de prendre le parti du putsch des généraux du 21 avril 1961. 
Général de corps aérien, il est nommé en position hors-cadre secrétaire général de la défense nationale le 18 juillet 1962 à 1965. Général d'armée aérienne, il est nommé délégué ministériel pour l'armement le 18 janvier 1966,, puis chef d'état-major des armées en avril 1968, succédant au général Charles Ailleret mort tragiquement le mois précédent. Il part en deuxième section peu avant septembre 1971.

## Distinctions

### Françaises
- Grand-croix de la Légion d'honneur
- Compagnon de la Libération par décret du 12 juin 1945
- Croix de guerre 1939–1945 (6 citations )
- Croix de la Valeur militaire
- Médaille de l'Aéronautique

### Étrangères
- Ordre du Service distingué ( Royaume-Uni)
- Distinguished Flying Cross (États-Unis)
- Officier de l'ordre de Léopold ( Belgique)
- Croix de guerre ( Belgique)
- Légionnaire de la Legion of Merit ( États-Unis ; membre de la délégation française au groupe permanent à Washington entre 1951 et 1954)[8].
- Grand-croix de l'ordre d'Aviz ( Portugal, 13 octobre 1966)[9]

## Hommages
Michel Fourquet étant issu d'une famille basque, une plaque commémorative figure sur la façade principale de l'aéroport de Biarritz tandis qu'une rue d'Hendaye porte son nom.